# Неферхотеп II
Неферхотеп II — давньоєгипетський фараон пізньої XIII династії.

## Життєпис
Столицею Неферхотепа II був Мемфіс. Влада фараона простягалась на Середній та Верхній Єгипет.